# Platen (brandenburgisches Adelsgeschlecht)

Wappen derer von Platen (Mark)

Platen ist der Name eines alten märkischen Adelsgeschlechts, das dem Prignitzer Uradel entstammt. Die Familie ist eines Stammes mit den 1665 ausgestorbenen von Bevernest (Biebernest).
Es besteht keine Verwandtschaft mit der aus Rügen stammenden Familie der Herren und Grafen von Platen, die zum pommerschen Uradel zählen und ein anderes Wappen führen.

## Geschichte
Das Geschlecht soll 926 nach der Vertreibung der Wenden durch Heinrich den Vogler, der sie in den Adelsstand erhoben haben soll, in die Mark Brandenburg gekommen sein. Später kam es zur Ausbreitung der Familie von der Altmark bis ins Braunschweigische und Bremische sowie nach Mecklenburg, Pommern, Provinz Sachsen und Ostpreußen.

Der Name leitet sich von althochdeutschen Plate für Harnisch ab – »wegen bewiesener Tapferkeit den Namen bekommen habe.« Der Name wechselte zwischen Plate, Platen, Plote(n) und Platow.
Urkundlich erscheint das Geschlecht erstmals im Jahr 1351 mit Conrad Ploten. Die Platen erwarben 1386 das Gut Quitzow bei Perleberg in der Prignitz von Wedego von Quitzow. Die sichere Stammreihe beginnt 1433 mit Hans von Platen auf Quitzow. Die Familie war in der Prignitz begütert und saß zu Tornow (1508), zu Quitzow (1511), zu Demerthin und Gantikow (1650) und zu Kuhwinkel (1660).
Die von Platen gehörten im 14. und 15. Jahrhundert, zusammen mit den Alvensleben, Bartensleben, Bismarck, Jagow, von dem Knesebeck, Schenck (von Flechtingen und Dönstedt) sowie von der Schulenburg zu den acht schlossgesessenen Geschlechtern der Altmark, die unmittelbar dem Landeshauptmann unterstanden und vom Kaiser und den Markgrafen als zum Heeresstande gehörend das Prädikat Edle bekamen. Nachfolgend kam noch Wutike in Nordbrandenburg als Besitz hinzu.

## Wappen
Das ursprüngliche Wappen zeigte einen Baumstamm mit drei Wurzeln und mehreren gezackten Blättern.
Seit dem 16. Jahrhundert wird in Silber zuerst ein quer-, später ein schrägrechts gestellter Ast mit fünf grünen Stechpalmenblättern geführt. Auf dem Helm mit rot-silbernen Decken ein offener, oben mit einer goldenen Kette, an der ein goldener Ring hängt, verbundener offener schwarzer Flug.

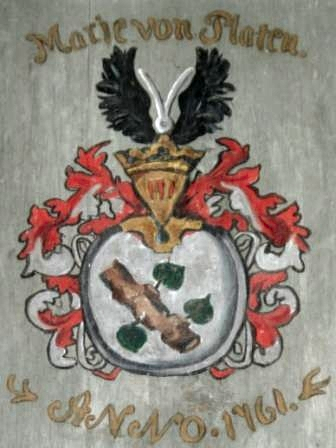
Wappen in der Dorfkirche Pessin
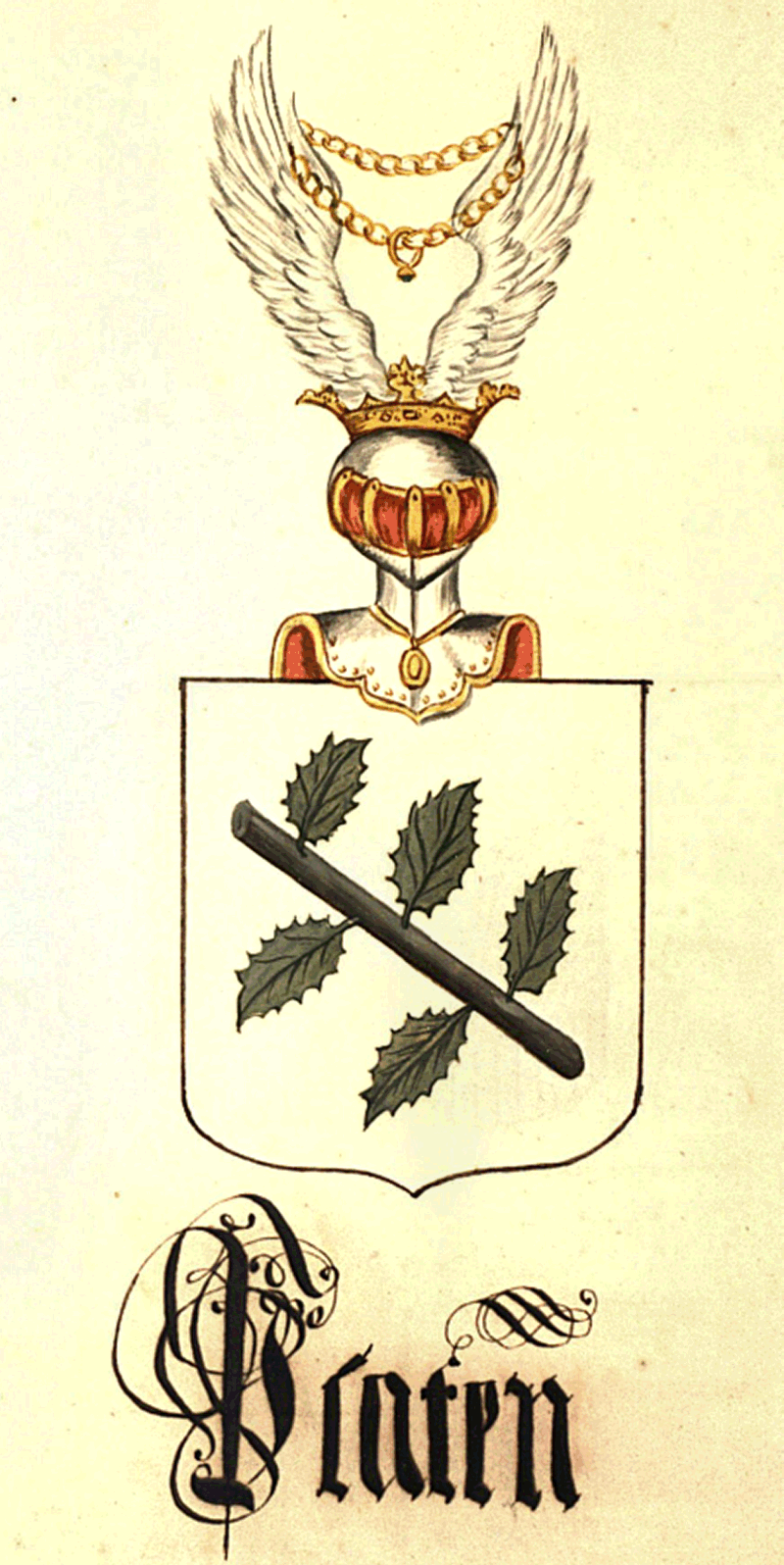
„Wappen Schleswig-Holsteinischer, Dänischer und anderer adeliger Familien“

## Personen
- Hans von Platen auf Quitzow, Ururenkel des Konrad (Conrad) von Platen (s. o.),  ⚭ m. Elisabeth von Winterfeld-Dalmin 
  - Hartwig von Platen, auf Quitzow, Domherr zu Havelberg, ⚭ m. Anna von Kroge-Diebow
    - Georg von Platen, Domherr von Magdeburg, begleitete 1563 den Kurfürsten Joachim II. auf den Kaiserlichen Wahltag zu Frankfurt am Main,[2][3] ⚭ m. Margarete von der Wische-Grönfeld-Holstein
      - Hartwig von Platen († 1632), Landesdirektor der Prignitz, ⚭ m. Judith von Rohr-Leddin
        - I. Familienlinie (F I):
        - Klaus Ernst von Platen, (auch Ernsten) (1612–1669), auf Demerthin, Gantikow, Mechow/Falkenberg, kurbrandenburgischer geheimer Etat- und Kriegsrat, General-Kriegskommissar und Amtshauptmann zu Lehnin, Gesandter auf dem Reichstag zu Regensburg (1663).[3] Er heiratete am 15. April 1649 Anna Ehrentraut von Klitzing (* 1628), seit 1685 königlich dänische Oberhofmeisterin wurde, ihr Vater war Caspar von Klitzing (1581–1638) Herr auf Demerthin, Walsleben, Radensleben und Rosenwinkel. Sie hatten vier Söhne.
          - Heinrich von Platen (1654–1734), preußischer Geheimrat, Ober-Kammerdirektor, Oberster Kriegskommissar im Herzogtum Magdeburg und Domdechant und Propst der Stifter St. Nikolai und Sebastian. Herr auf Demerthin und Friedeburg ⚭ Margarete Sophie von der Schulenburg, verwitwete von Bismarck (1659–1725)
            - Klaus Ernst von Platen (1693–1733), 3 x ⚭; preußischer Geheimer Rat, Domherr zu Magdeburg, Vater d. Sophia Louise Ernestine von Platen (1733–1799), Ehefrau d. Johann Ernst von Alvensleben
              - Heinrich Friedrich von Platen (1728–1785), Domherr u. Senior d. Stifts Magdeburg; zw. Tochter Johanna Ernestine ⚭ m. Johann Christian von Zweiffel, preußischer Generalmajor

          - Hartwig von Platen (1655–1727), preußischer Kammergerichtsrat, Domherr von St. Peter und Paul (Brandenburg an der Havel), Gutsherr in elf Dörfern, u. a. Stolpe u. Glienicke, Gantikow u. Mechow, Landrat d. Kreises Niederbarnim; ⚭ I m. I. S. verw. von Goerne, geb. von Bennigsen (1658–1697), ⚭ II m. C. E. von der Marwitz-Friedersdorf
            - Heinrich Karl von Platen (1689–1766), auf Stolpe u. Glienicke, dänischer Oberstleutnant, ⚭ m. J. Helene von Larisch-Groß-Nimsdorf-Bischdorf 
              - Charlotte Helene von Platen (* 1730), Hofdame der Prinzessin von Preußen
              - Ilse Sophie von Platen (1731–1795)[7] ⚭ m. Carl Friedrich von Kraut, deren Tochter Luise Charlotte Henriette von Kraut
              - Karl Wilhelm von Platen (1737–1802), kgl. preuß. Hauptmann, auf Adl. Kessel (Ostpreußen), dann auf Mechow (Prignitz), ⚭ m. Sophie Sokolowski 
                - Friedrich Wilhelm von Platen (1767–1816), auf Gantikow u. Mechow, Leutnant a. D.,  ⚭ m. Luise Schallast
                  - Karl von Platen (1807–1851), auf Gantikow u. Mechow, ⚭ m. Auguste von Jagow (1808–1862) 
                    - Karl von Platen (1833–1915), auf Gantikow u. Mechow, ⚭ m II. Henriette Brebeck (1853–1908) 
                      - Hartwig von Platen (1875–1924), Hauptmann a. D., Landschaftsmaler, Ehrenritter des Johanniterordens, ⚭ m. Lucie Schwartze (geschieden Berlin 1918)
                        - Flockina von Platen (1903–1984), Schauspielerin

                      - Botho von Platen (1879–1953), auf Neu-Pinnow, Major a. D., ⚭ m. Leontine von Winterfeld-Platen
                        - Sigelind von Platen (1914–1945), Autorin

            - Hartwig Christian von Platen (* 1716)
            - Nachkomme war ebenso:
            - Wilhelm Friedrich von Platen[8], königlich dänischer Geheimrat, Oberhofmarschall und Amtmann zu Sonderburg von 1716 bis 1732[9] († 1732[1]/1733[10])

        - II. Familienlinie (F II):
        - Siegfried von Platen (1614–1668), auf Wutike, ⚭ m. E. H. von Thümen († 1673 in Wutike)
          - Alexander von Platen (* 1695), auf Wutike, ⚭ m. M. D. von Wilmersdorff-Dahlen († 1723 in Wutike)
            - Kuno Christoph von Platen (1707–1780), auf Wutike, ⚭ m. J. C. U. von Gühlen-Wustrow
              - O. D. S. E. von Platen ⚭ m. Karl Wilhelm von Brause(n), Generalmajor
              - Ernestine von Platen ⚭ m. Ferdinand von Selasinsky, preußischer Offizier, Bruder[11] des Generals Karl Friedrich von Selasinsky
              - Hans Georg Wilhelm von Platen (1753–1827), auf Wutike, ⚭ m. S. D. J. von Winterfeldt († 1834 in Wutike)
                - Karl von Platen (1798–1874), auf Wutike, ⚭ m. Sophie von Saldern-Plattenburg
                  - Ernst von Platen (1827–1902), auf Wutike, ⚭ m. Anna von Alvensleben-Neugattersleben, ff. u. a.
                    - Elsbeth von Platen (* 1869), ⚭ m. Adolf von Kriegsheim-Barsikow

        - III. Familienlinie (F III):
        - Alexander Joachim von Platen, († 1673); Gutsherr auf Quitzow und Kuhwinkel, Oberstleutnant, Landesdirektor der Prignitz, Vorsteher des Klosters (Stifts) Heiligengrabe ⚭ m. Katharine von Vielroggen-Kuhwinkel
          - Ernst Jürgen von Platen (1655–1711), auf Quitzow, ⚭ I. m. A. D. von Rindtorff; ⚭ II m. M. Tugendreich von Grabow-Grabow  
            - Joachim Ernst von Platen († 1751); aus erster Ehe, auf Quitzow, ⚭ m. E. Hedwig von Zicker († 1758)
            - Heinrich Hartwig von Platen (1699–1745), aus zweiter Ehe, auf Kuhwinkel, ⚭ m. K. Sophie von Karstedt-Kaltenhof (1700–1751)
              - Ernst von Platen (1727–1795), Gutsbesitzer,  ⚭ m. Sophie verw. von Gühlen, geb. von Diericke; ➡ Nachfahre (Urenkel) Benno von Platen (1846–1926), preußischer Generalmajor
                - Friedrich von Platen (1767–1830), Leutnant a. D., ⚭ m. Karoline Maillefert († 1835 in Bernau)
                  - Friedrich von Platen (1796–1862), kgl. preußischer Major a. D., ⚭ m. ⚭ II. Mathilde Toobe (1807–1839) ➡ Nachfahre (Ururenkel) Hilmar von Platen (1930–2011), Dekan, Prof. f. Mineralogie, Univ. Mainz[12]

              - Hans von Platen (1734–1798), Forstmeister, preußischer Major, ⚭ m. Marie Stertz († 1807)
              - Raimar von Platen (1735–1801), auf Kuhwinkel u. Platenhof, ⚭ I. m. Dorothea von Winterfeld
                - Friedrich von Platen (1758–1813), auf Kuhwinkel u. Platenhof, preußischer Rittmeister, ⚭ Dorothea Wolf
                  - Heinrich von Platen (1806–1887), auf Rooswinkel u. Kuhwinkel, ⚭ II. Charlotte Möhring 
                    - Max von Platen (1842–1920), preußischer Oberstleutnant, ⚭ I. Auguste Braun, ⚭ II. Lucy Braun
                      - ex I. Axel von Platen (1876–1928), deutscher Generalmajor, Ritter des Ordens Pour le Mérite
                        - Detlev von Platen (1911–1984), Generalmajor im Bundesgrenzschutz

                      - ex I. Hartwig von Platen (1878–1938), deutscher Generalmajor
                      - ex II. Claus von Platen (1891–1964), Politiker (NSDAP), Mitglied des Reichstages

              - Alexander von Platen (1739–1792), Postmeister, Hauptmann a. D., ⚭ m. Sophie verw. von Graevenitz, geb. von Krüsicke († 1809), ff. u. a.
                - Wilhelm von Platen (1780–1873), großbrit. Hauptmann a. D. Journalist, ⚭ m. Ulrike von Winterfeld-Vahrnow (1790–1876), Tochter d. Friederike Siegismunde von Platen-Kuhwinkel u. d. Stabs-Capitän (Hauptmann) u. Gutsbesitzers August Albrecht von Winterfeld-Vahrnow († 1808),[13] Sohn des Großgrundbesitzers Joachim Detlof von Winterfeld-Freyenstein[14]

weitere Personen:
- Catharina von Platen (* in Mecklenburg; † 1632 vermutlich in Uetersen), Priorin des Klosters Uetersen
- Heinrich Wolf (Wulf) von Platen auf Bernstein (Breitenstein), Giesenbrück, um 1704 – preußischer Landrat u. Deputierter des soldinschen Kreises und später (1715/1717) Landesdirektor[15] in der Neumark (zur neumärkischen Linie gehörig)